# والتر لوند
والتر لوند هو كيميائي نرويجي، ولد في 31 يناير 1940.